# Navier-Stokes' ligning
 Der er for få eller ingen kildehenvisninger i denne artikel, hvilket er et problem. Du kan hjælpe ved at angive troværdige kilder til de påstande, som fremføres i artiklen.

Navier-Stokes' ligning, opkaldt efter Claude-Louis Navier og George Gabriel Stokes, beskriver bevægelsen af fluider (som væsker og gasser). Ligningen er ligeså grundlæggende for Hydrodynamik som f.eks. Newtons love i mekanikken, Maxwells ligninger i Elektromagnetisme og Schrödingers ligning i kvantemekanikken. Navier-Stokes ligningen udtrykker ændring af impuls densitet (impuls per rumfang) og er lig summen af alle de kraft densiteter (kraft per rumfang) der påvirker systemet.
Ligningen har en meget stor betydning da den beskriver et stort udvalg af fysiske systemer og fænomener, der både har akademisk og ingeniør mæssig interesse. Disse kunne inkludere modellering af vejr, ocean strømme, væske flow i lab-on-a-chip systemer, bevægelse af stjerner i galakser, design af biler og flymaskiner, studering af blodstrømme og meget andet.
Udover det fysiske, er ligningen også yderst interessant rent matematisk. På trods af ligningens betydning i en masse vigtige områder, har matematikkerne endnu ikke kunne bevise om der i tre dimensioner altid eksisterer løsninger (eksistens og entydighed) til given grænsebetingelse og i så fald om disse løsninger indeholder singulariteter eller diskontinuiteter. Clay Mathematics Institute har udnævnt dette som et af de syv vigtigste åbne problemer i matematikken, og har udlovet $1.000.000 for en løsning.

## Matematisk udledning og beskrivelse

### Antagelser
"More to come"
{\displaystyle \rho {\frac {D\mathbf {v} }{Dt}}=\rho \left({\frac {\partial \mathbf {v} }{\partial t}}+\left(\mathbf {v} \cdot \mathbf {\nabla } \right)\mathbf {v} \right)=\sum _{i}f_{i}}
hvor {\displaystyle \rho } er væskens densitet, {\displaystyle f} er kraft pr. volumen, og {\displaystyle {\frac {D\mathbf {v} }{Dt}}} er den materielt afledte.

## Egenskaber

### Nonlinearitet
Tekst mangler, hjælp os med at skrive teksten

### Turbulens
Turbulent strømning, ses ofte som konsekvensen af, at man ikke har opfyldt kriterierne, for laminar strømning, der jo er den mest medgørlige og rationelle af de to (basalt set, drejer laminar strømning sig om, at et fluid har en form for parallelt eller flugtende strømningsforhold, hvor luften følger ortodokse linjer, hvis retning er forskyldt af faste overflader, der lader luften flyve langs dem, uden diffuse svingeærinder).
Man kan anskue de to naturhændelser som værende hinandens diametrale modsætninger, hvor den laminare er aerodynamikkens kosmos, mens den turbulente er aerodynamikkens kaos.
Den kaotiske strømningsform vi her har med at gøre, drejer sig om, at fluidet, som i vores tilfælde er luft, strengt taget diffunderer vilkårligt rundt, mens det konstant ændrer retning, størrelse og hastighed. Det kan, som man måske fornemmer, være yderst vanskeligt at definere disse turbulenser, og man skal derfor ikke være ked af at kalde dem komplekse fraktaler. Faktisk er emnet så sensationelt abstrakt og problematisk at opstille generelle udtryk for, at det endnu ikke er lykkedes nogen.
Det eneste vi ved, er at årsagen til turbulenserne må være et eller andet samspil mellem fluidets inerti (et stort inerti, er konsistent med et tungt fluid, der er inhabilt når det kommer til at skifte retning, størrelse eller hastighed), og viskositeten, der i dette tilfælde vil være aerodynamikkens svar på resistens.
Turbulens kan hænde, på det grundlag, at der internt i luften kan være hastighedsforskelle, fx grundet yderlagets friktion med et givent omkransende stof.
Mere hyppigt er det dog nok, at turbulensen opstår, idet en pludselig overgang fra bevægelse til stilstand, er tvungent indtræffende. En sådan situation er aktuel i grænselaget, til de faste overflader, hvor luften jo altid vil skulle gå fra at have en hastighed, til at blive bremset af fladens friktion, netop i øjeblikket hvor den grænser til det faste materiale.
Når man snakker om flyvemaskiner, der rejser med hastigheder tenderende til lydens, eksisterer der en såkaldt ”clean air turbulence”, der forårsages af den massive hastighedsgradient, som opstår i grænseområdet mellem jetstrømmen, og den regulære luft. Det kan ligeså tolkes som en friktion – bare mellem to gasser. Fluiddynamikkens grundlæggende principper varierer altså, som følge af hastigheden, pga. disse signifikante turbulenser.